# ГЕС-ГАЕС Лімберг II
ГЕС-ГАЕС Лімберг ІІ — гідроелектростанція у Австрії в провінції Зальбург, споруджена у складі гідровузла Капрун (використовує водні ресурси центральної частини хребта Високий Тауерн).
На початку 21 століття збільшення попиту на акумуляцію енергії у зв'язку із розвитком відновлюваної енергетики призвело до спорудження в Австрії цілого ряду нових ГАЕС на основі існуючих гідровузлів (наприклад, Фельдзеє, Рейссек ІІ). Одним з таких проектів стала станція Лімберг ІІ, введена в експлуатацію у 2011 році в долині річки Kapruner Ache. Вона споруджена за тією ж схемою, що й ГЕС-ГАЕС Лімберг (1950-ті роки), і використовує як верхній та нижній резервуари існуючі водосховища:
- розташоване вище по течії Mooserboden із об'ємом 84,9 млн м3, утворене двома греблями — арковою висотою 112 метрів та довжиною 357 метрів і гравітаційною висотою 107 метрів та довжиною 494 метри.[1][2] Окрім прямого стоку, сховище поповнюється за рахунок перекидання води із протилежного, південного схилу хребта Високий Тауерн, де здійснюється забір води у верхів'ях річки Мьолль (ліва притока Драви);

- розташоване нижче по течії Wasserfallboden із об'ємом 81,2 млн м3, утворене арковою греблею висотою 120 метрів та довжиною 357 метрів.[3]

Від Mooserboden до підземного машинного залу веде дериваційний тунель довжиною 4 км та діаметром 7 метрів, що переходить у напірний водовід довжиною 0,6 км та діаметром 5,5 метра. Така схема створює середній напір у 365 метрів, а відпрацьована вода по тунелю довжиною 0,5 км із діаметром 8 метрів відводиться у водосховище Wasserfallboden. Підземний комплекс включає чотири зали: два розмірами 62х25х43 метри призначені для розміщення двох гідроагрегатів із оборотними турбінами типу Френсіс потужністю по 240 МВт (як в турбінному, так і в насосному режимах), ще два зали менших розмірів 61х15х16 метрів містять трансформаторне обладнання, призначене для роботи із максимальною напругою 380 кВ.
Будівництво, розпочате у 2006 році, потребувало інвестицій у 365 млн євро.